# Agusta-Bell AB.212

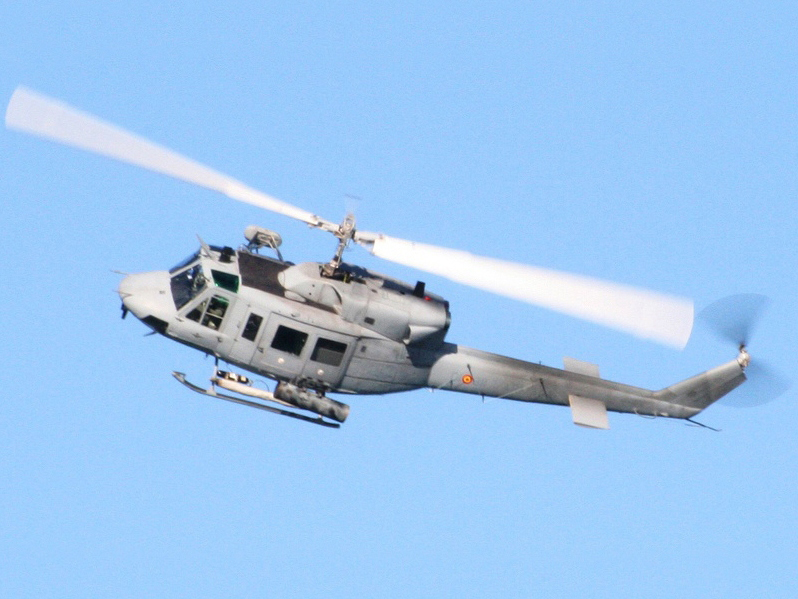
Agusta-Bell AB.212 de la marine espagnole.

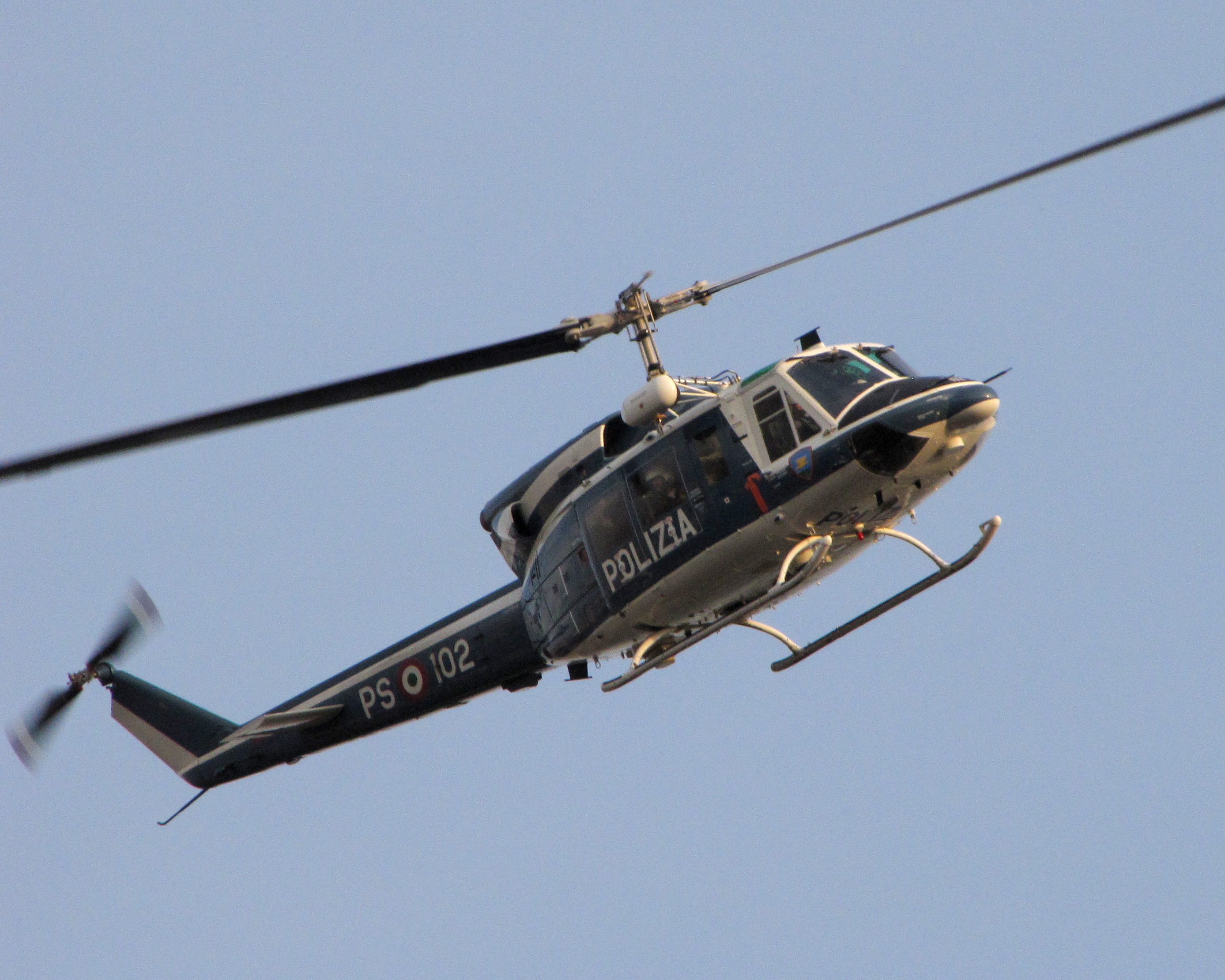
Agusta-Bell AB-212 Italian Police

L'Agusta-Bell AB.212 est un hélicoptère polyvalent construit en Italie par Agusta à partir d'une licence de construction de l'hélicoptère américain Bell 212. À la différence de ce dernier il a été optimisé pour la lutte antinavire et/ou anti-sous-marine grâce à l'adjonction d'une avionique et d'un armement adaptés. Dans ce cas il est désigné AB.212ASW.

## Historique

### Développement
C'est en 1952 que les constructeurs Bell et Agusta ont signé une licence de production pour les hélicoptères du premier par le second en Italie. Au cours des années 1960 cette licence déboucha sur l'usinage des Agusta-Bell AB.204 et Agusta-Bell AB.205, les deux versions civiles du célèbre Huey, qui connurent un succès certains, notamment au sein des forces armées et aérienne italiennes. Aussi lorsqu'en 1971 Agusta se proposa de construire le Bell 212 biturbine, cela fut immédiat.
D'abord cantonné à la commercialisation d'hélicoptères civils et parapubliques, notamment pour les forces de police ou les unités de sauvetage, il apparut bientôt évident à Agusta que l'AB.212 représenterait une bonne plateforme de lutte antinavire et anti-sous-marine. En effet l'hélicoptériste italien avait déjà eu l'occasion de transformer des AB.204 en AB.204AS avec capacité de tir de torpilles.
Le nouvel hélicoptère reçut donc la désignation d'AB.212ASW.
Parallèlement à son développement Agusta continuait de produire l'AB.212 en version de transport et d'assaut, en version civile, et en version de sauvetage en mer, avec dans ce dernier cas un treuil hydraulique installé sur le côté droit du fuselage.

### Engagements
C'est en 1973 que l'Italie commença à se doter d'AB.212, et notamment en version anti-sous-marine.
Certains de ces appareils furent notamment employés par la Cavalleria dell'Aria (it) (l'aviation de l'armée) durant la Guerre du Golfe pour des missions de transport de troupes et de liaisons aériennes. Plus tard l'Italie les a engagé en ex-Yougoslavie en soutien de l'IFOR puis de la SFOR. Par la suite ceux-ci ont volé en Afghanistan.
Durant la guerre des Malouines l'Argentine fit usage d'une partie de ses Bell 212 et AB.212 pour des opérations de transport de troupes, notamment à partir de la base de Puerto Argentino, installée sur l'aéroport de Port Stanley. Ils y croisaient notamment des avions comme le FMA IA-58 Pucará ou encore le Beechcraft T-34 Mentor. Les Argentins utilisèrent également leurs hélicoptères pour des missions de reconnaissance.
Lors de la Guerre Iran-Irak la marine iranienne fit usage de ses AB.212ASW contre certains navires irakiens. Il semble également que les AB.212 iraniens aient eu fort à faire avec les patrouilleurs américains Sea Spectre qui croisaient alors dans la région du Golfe pour protéger les intérêts américains.

## Utilisateurs
Au début de 2013 les pays suivants utilisaient ou avaient utilisé à titre militaire ou parapublique des Agusta-Bell AB.212.
- Arabie saoudite
  - Force aérienne royale saoudienne.
- Argentine
  - Fuerza Aérea Argentina.
- Autriche
  - Österreichische Luftstreitkräfte.
- Bahreïn
  - Force aérienne royale de Bahreïn.
- Colombie
  - Fuerza Aérea Colombiana.
  - Policia Nacional Colombiana.
- Croatie
  - Forces de l'armée de l'air et de défense aérienne de la République de Croatie.
  - Police.
- Espagne
  - Fuerzas Aeromóviles del Ejército de Tierra. 6 au Commandement des Canaries en avril 2024
  - Flotilla de Aeronaves. 3 AB212+ et 4 autres stockés en mars 2024, seront transférés à la FAMET dans l'année[8].
- Grèce
  - Polemikí Aeroporía. 8 exemplaires de l'AB.212A[9].
  - Aeroporia Stratou.
  - Polemiko Navtiko.
- Irak
  - Marine irakienne, 10 achetés au début des années 1980.
- Iran
  - Force aérienne de la république islamique d'Iran.
  - Aviation navale de la république islamique d'Iran.
- Italie
  - Aeronautica Militare (3 commandés en 1979, 32 autres en 1984, retrait du service le 22 février 2024[10])
  - Avizione Navale.
  - Aviazione dell'Esercito (it)
  - Guardia di Finanza.
  - Arma dei Carabinieri.
  - Guardia Costeria.
  - Polizia.
- Liban
  - Forces aériennes libanaises.
- Malte
  - Forces armées de Malte.
- Pérou
  - Aviacion Naval del Peru.
- Oman
  - Force aérienne du Sultanat d'Oman.
- Ouganda
  - Uganda People's Defence Force Air Wing.
- Serbie
  - Police.
- Somalie
  - Ciidamada Cirka Soomaaliyeed.
- Soudan
  - Armée de l'air soudanaise.
- Turquie
  - Türk Hava Kuvvetleri.
  - Türk Donanma Havacılığı.
  - Türk Sahil Güvenlik Havacılığı.
- Yémen
  - Force aérienne yéménite.

## Versions
- Agusta-Bell AB.212 : Désignation portée par l'ensemble des appareils de la gamme.
  - Agusta-Bell AB.212EW[5] : Désignation portée par une version spécifique de guerre électronique destinée à la Grèce[11] et à la Turquie.
  - Agusta-Bell AB.212ASW[5] : Désignation portée par une version spécifique de la lutte antinavire et anti-sous-marine.

## Galerie

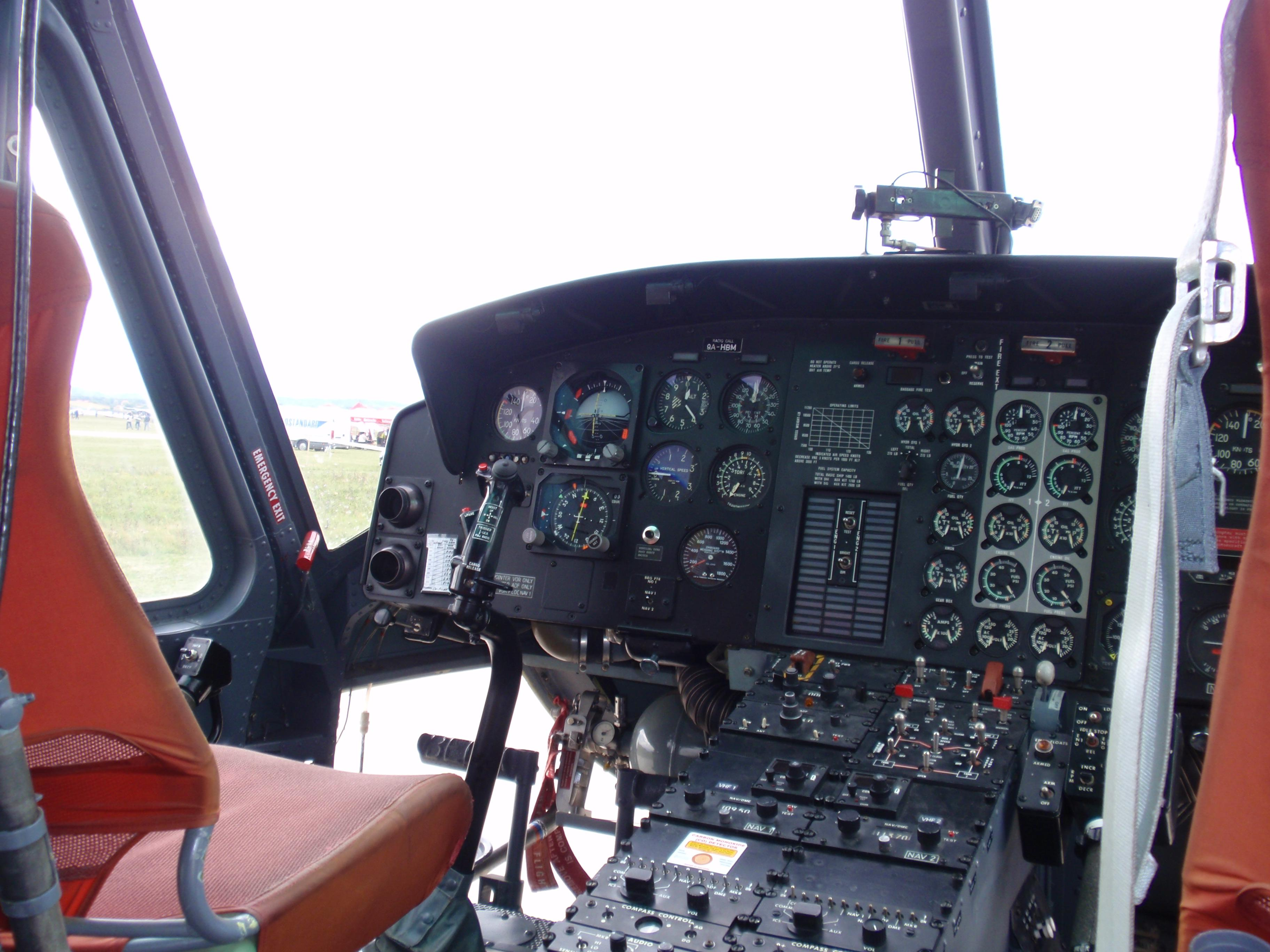
Cockpit biplace d'un AB.212.
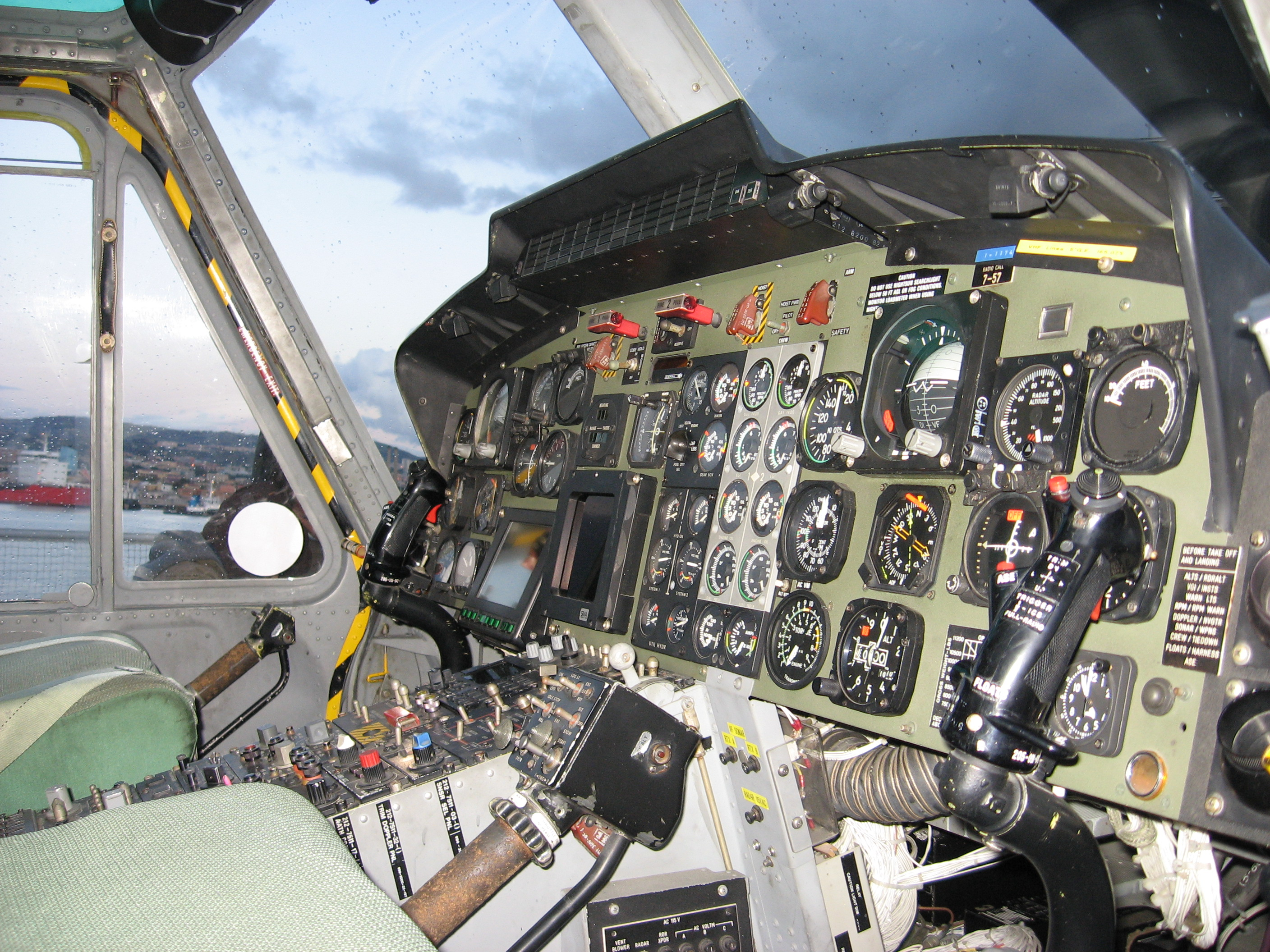
Cockpit biplace d'un AB.212ASW.
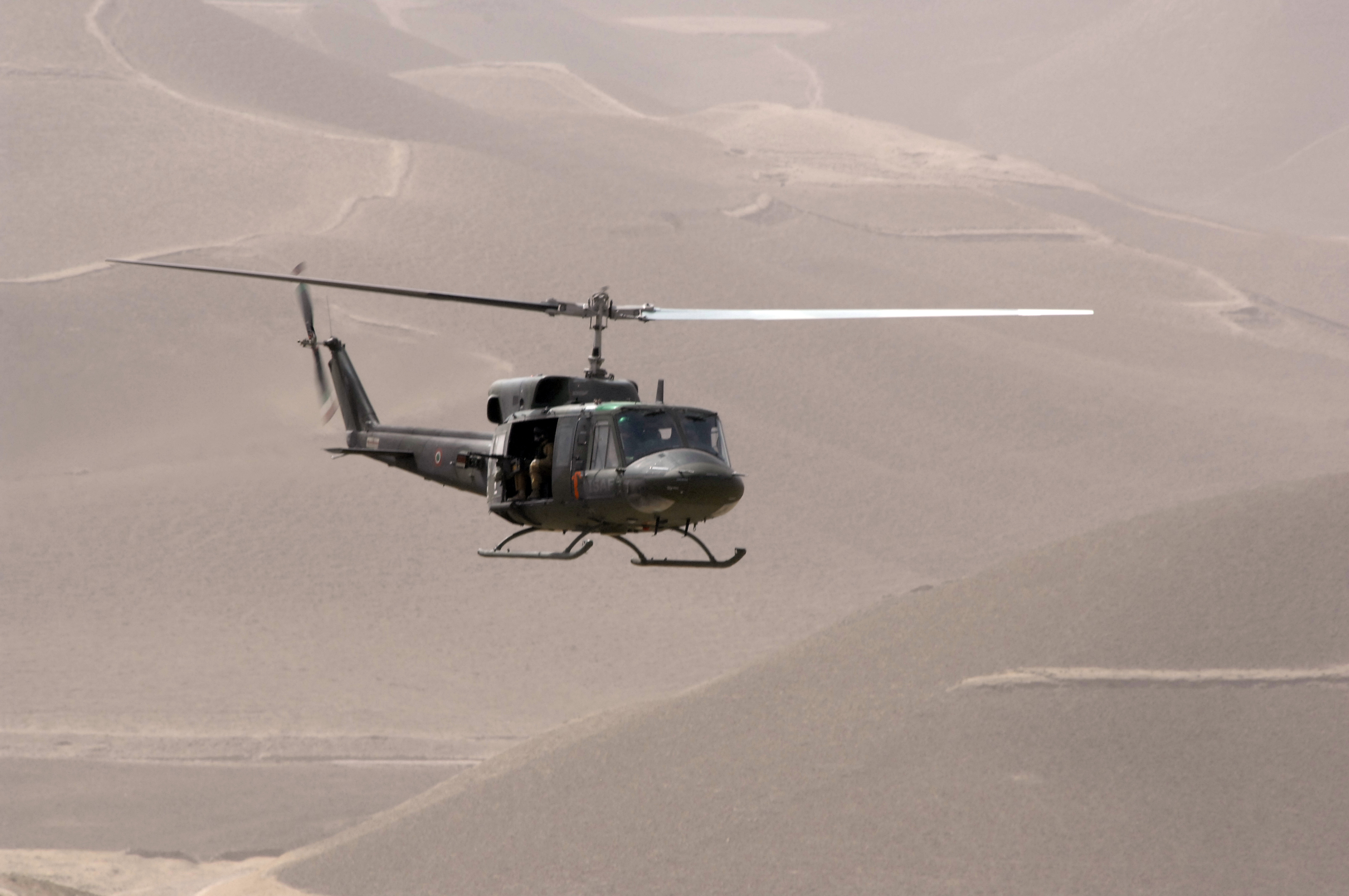
Agusta-Bell AB.212 italien en Afghanistan.
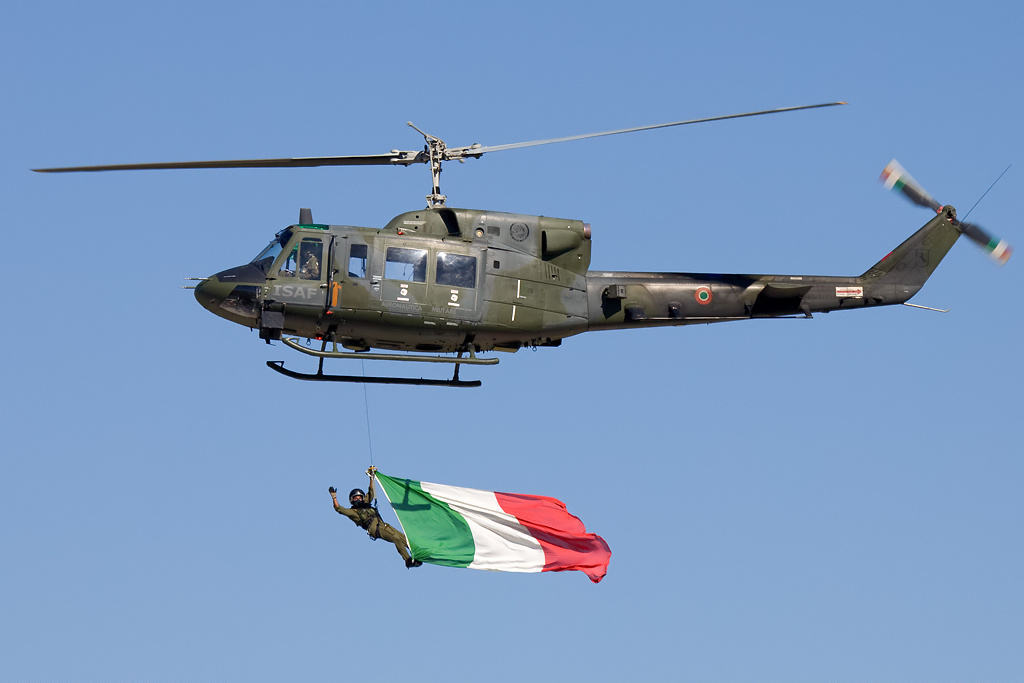
Agusta-Bell AB.212 italien au défilé.
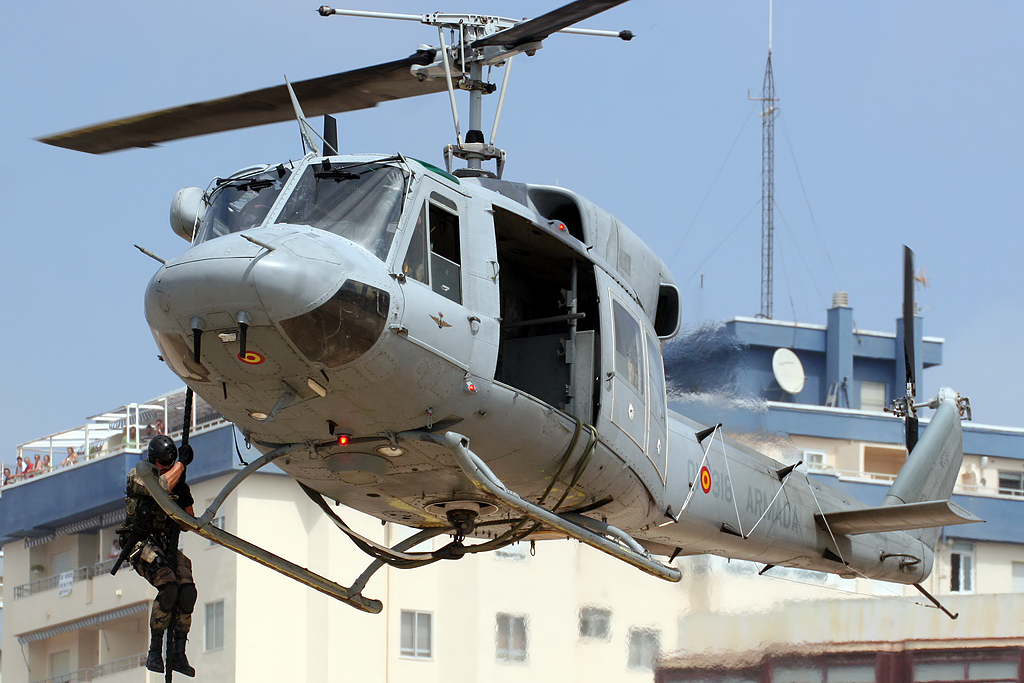
Agusta-Bell AB.212 espagnol en démonstration.
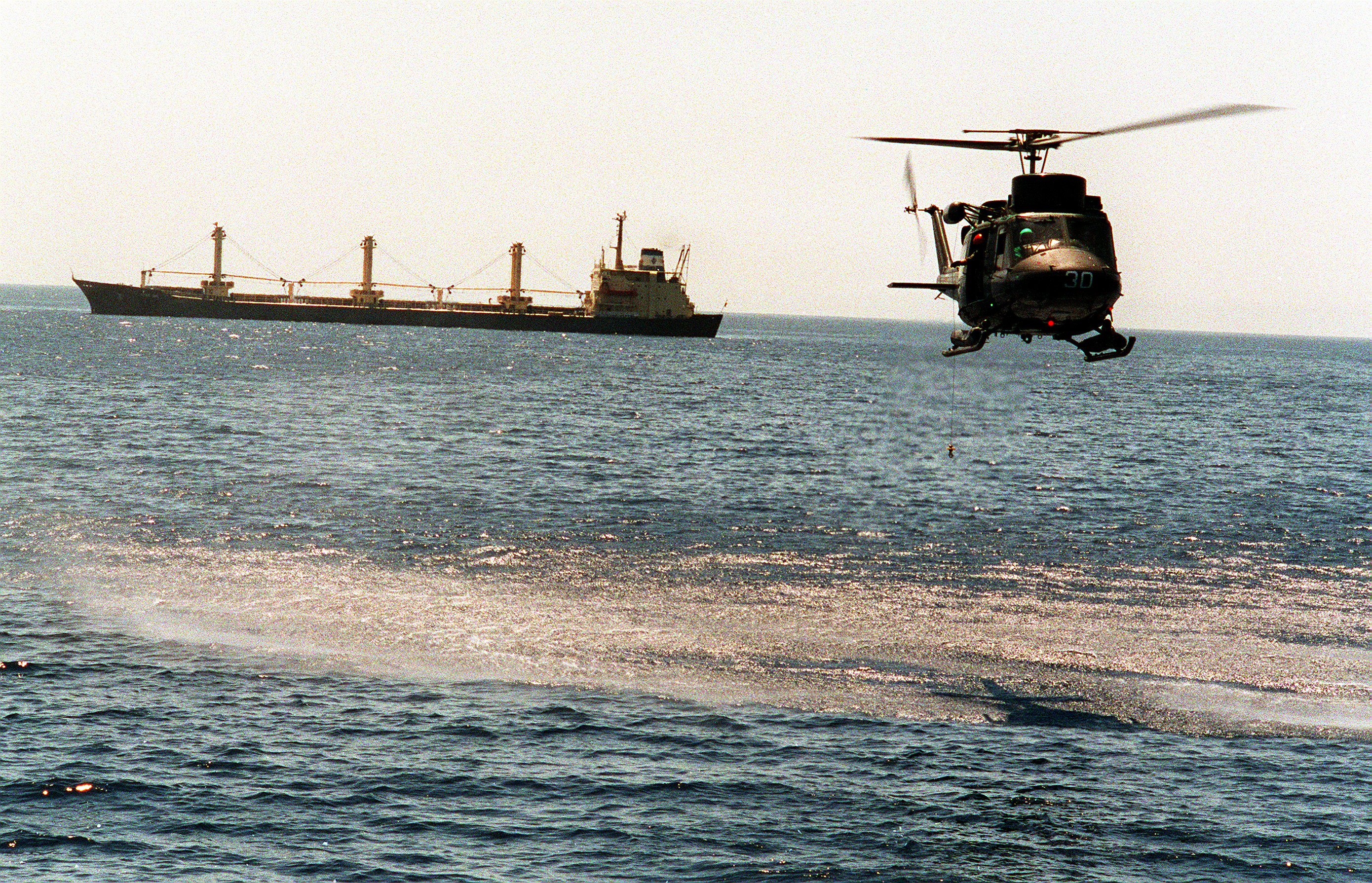
Agusta-Bell AB.212ASW grec en mission.
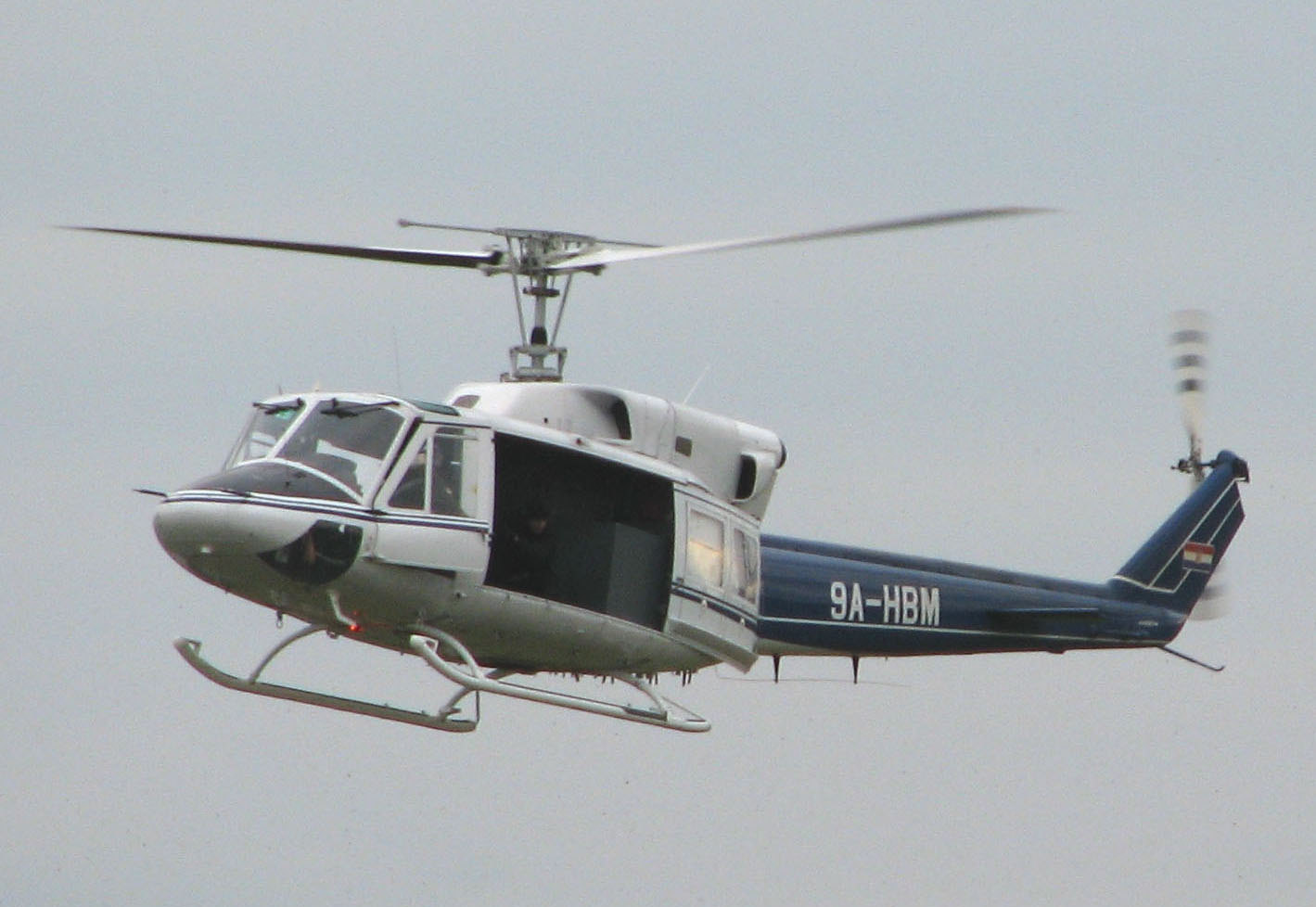
Agusta-Bell AB.212 de la police croate.

### Développement liés
- Agusta-Bell AB.412 Grifone.
- Bell 214.

### Aéronefs comparables
- Aérospatiale SA-330 Puma.
- Kamov Ka-25.
- Sikorsky S-70.